# Marbres d'Ascoli Satriano

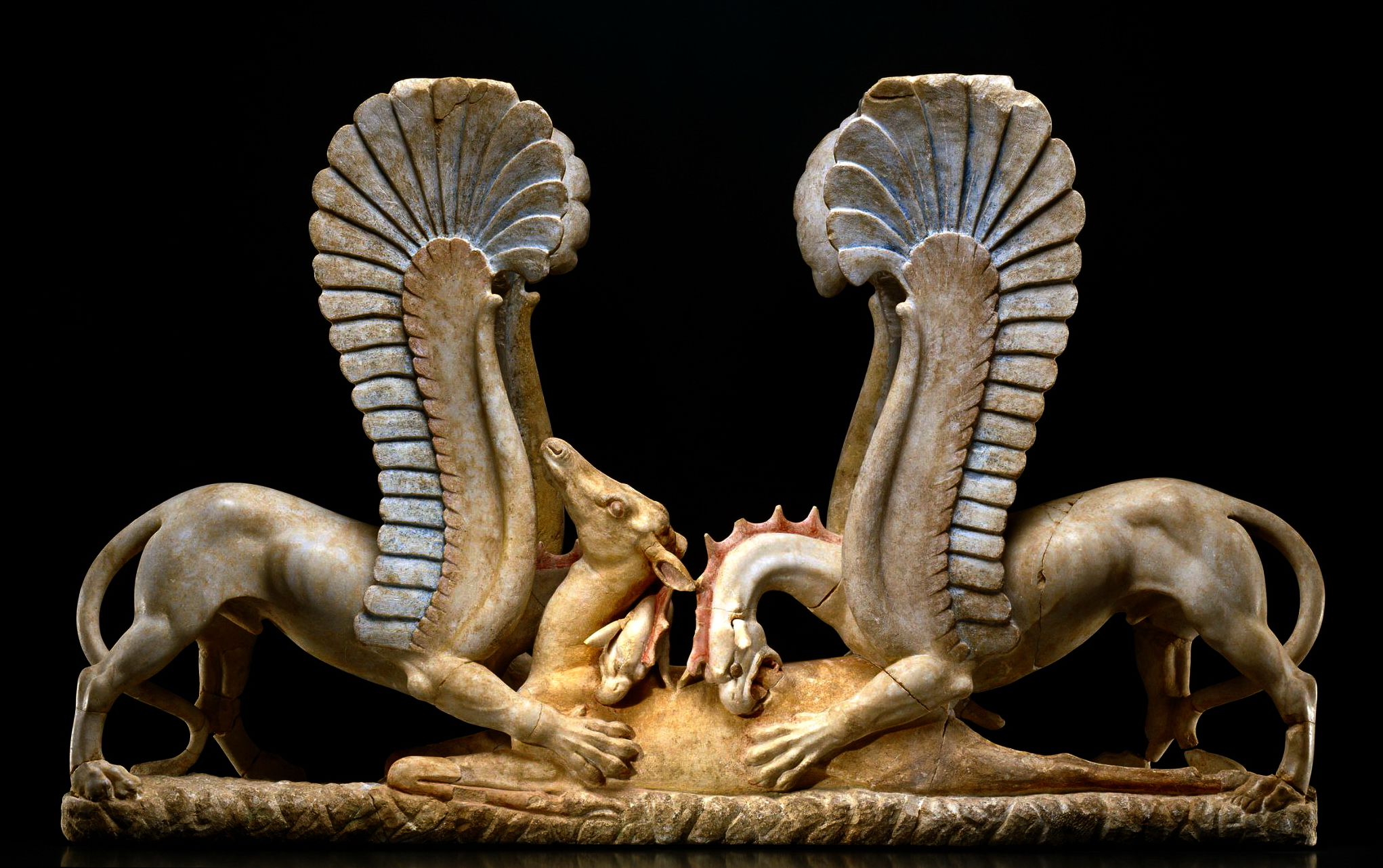
Le trapézophore avec deux griffons qui dévorent une biche, revenu en Italie.

Les marbres d'Ascoli Satriano sont un ensemble de pièces en marbre polychrome du IVe siècle av. J.-C. provenant d'une tombe princière daunienne située sur le territoire de la commune d'Ascoli Satriano, dans la province de Foggia.
L'ensemble de pièces de marbre est constitué  d'un cratère décoré d'une couronne d'or, d'un bassin rituel peint pour le lavage de pieds, d'un trapézophore (support de table) constitué par une paire de griffons, un couple de tablettes et quelques pièces mineures.
Provenant du même site, il est aussi inclus dans le groupe, une statue d'Apollon avec un griffon, datant du IIe siècle av. J.-C.

## Origine
Ces vestiges sont probablement découverts entre 1976 et 1977 lors de fouilles clandestines effectuées par des tombaroli locaux qui mettent au jour vingt et un objets de diverses natures. En 1978, après un raid de la Garde des finances chez un tombarolo notoire, quelques pièces de marbre rare polychrome sont récupérées provenant du même contexte. Le même type de marbre se retrouve aussi dans le support de table avec les griffons et le bassin rituel peint ; ces pièces sortirent clandestinement d'Italie par l'intermédiaire de Giacomo Medici, un des plus grands marchands d'art spécialisés dans le trafic de vestiges archéologiques. Vendus à Maurice Tempelsman (en), les marbres sont revendus en 1985 (le trapézophore pour 7 millions de dollars) au Paul Getty Museum. Après des semaines de négociations des autorités, en 2007, ces deux pièces ainsi que la statue d'Apollon avec le griffon sont restituées à l'Italie.